# Oldsmobile 88
Oldsmobile 88 – samochód osobowy klasy luksusowej produkowany pod amerykańską marką Oldsmobile w latach 1949–1999.

## Pierwsza generacja

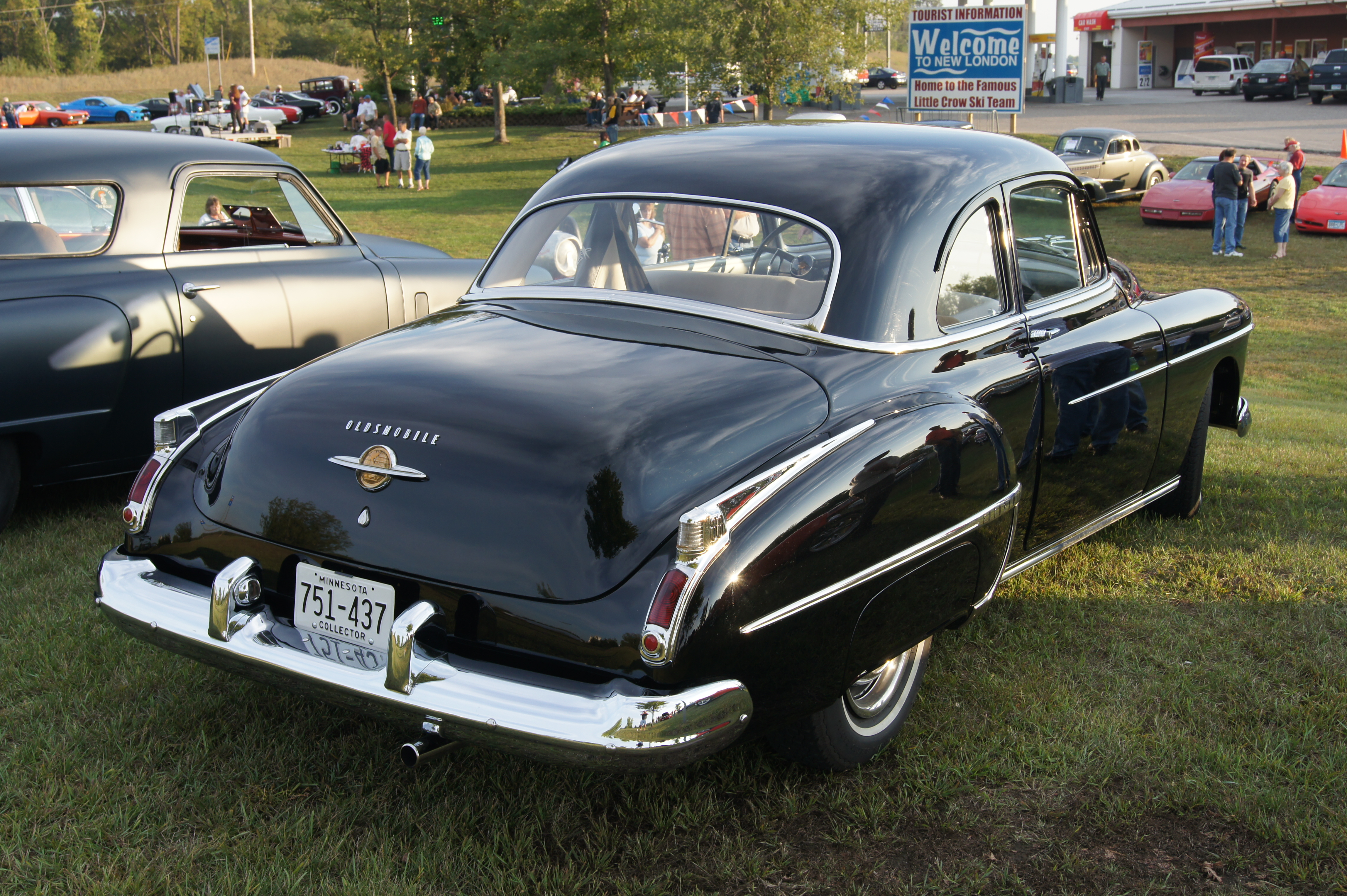
Oldsmobile 88 I - tył

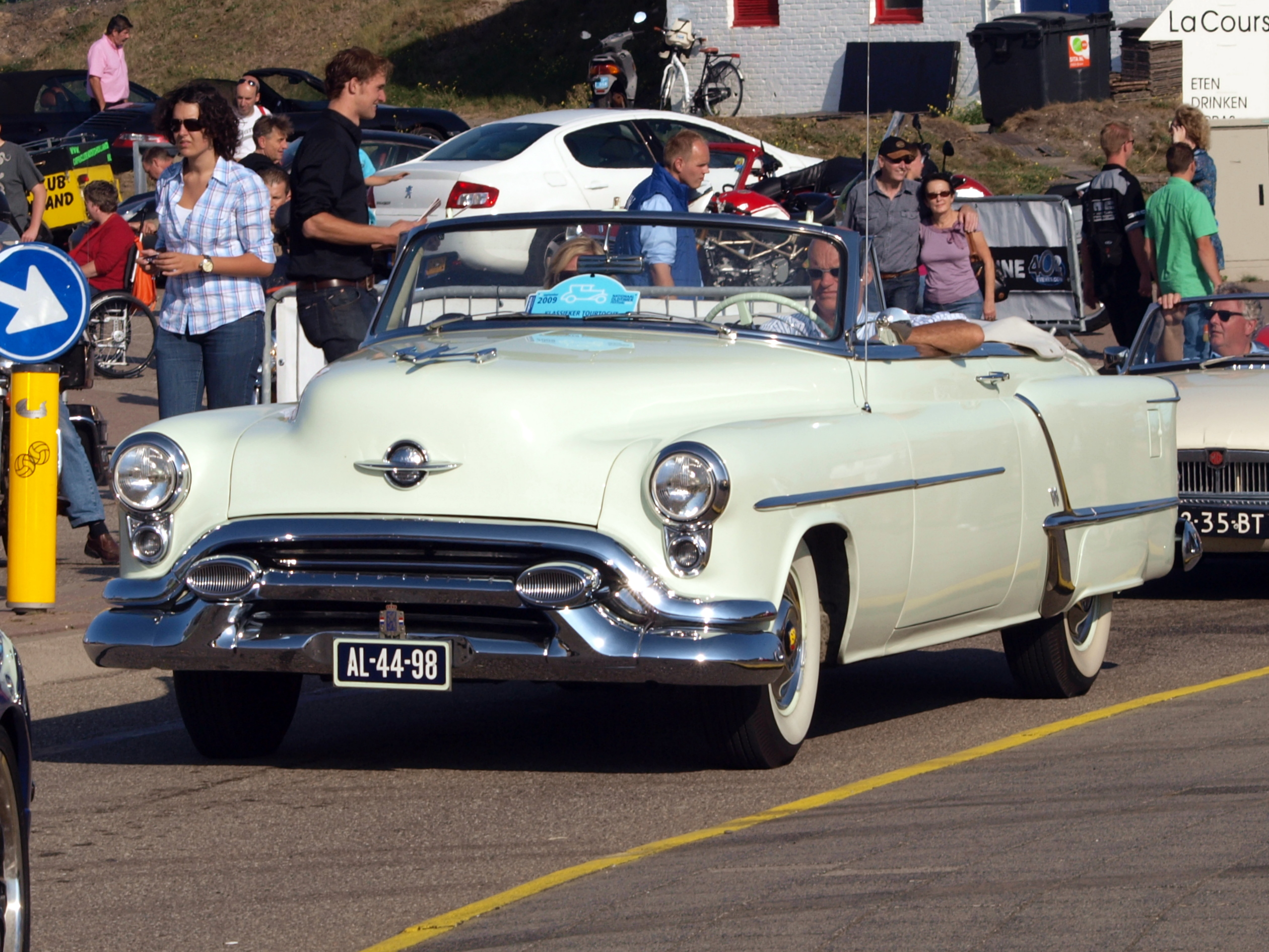
Oldsmobile DeLuxe 88 I

Oldsmobile 88 I został zaprezentowany po raz pierwszy w 1949 roku.
Pod koniec lat 40. XX wieku Oldsmobile poszerzyło swoją ofertę sztandarowych modeli o linię 88, która pełniła funkcję tańszej alternatywy dla topowego 98. Samochód został utrzymany w charakterystycznych proporcjach dla pojazdów Oldsmobile ze schyłku lat 40., zyskując zaokrąglone i obłe kształty nadwozia z wyraźnie zarysowanymi błotnikami i dużą, chromowaną atrapą chłodnicy.

### Wersje specjalne
W zależności od innej od podstawowej wersji wyposażeniowej, Oldsmobile 88 oferowane było pod nazwami Super 88 lub DeLuxe 88. Pod kątem wizualnym, odróżniały się one innym malowaniem nadwozia i dodatkowymi chromowanymi akcentami.

### Silnik
- V8 5.0l Rocket

## Druga generacja

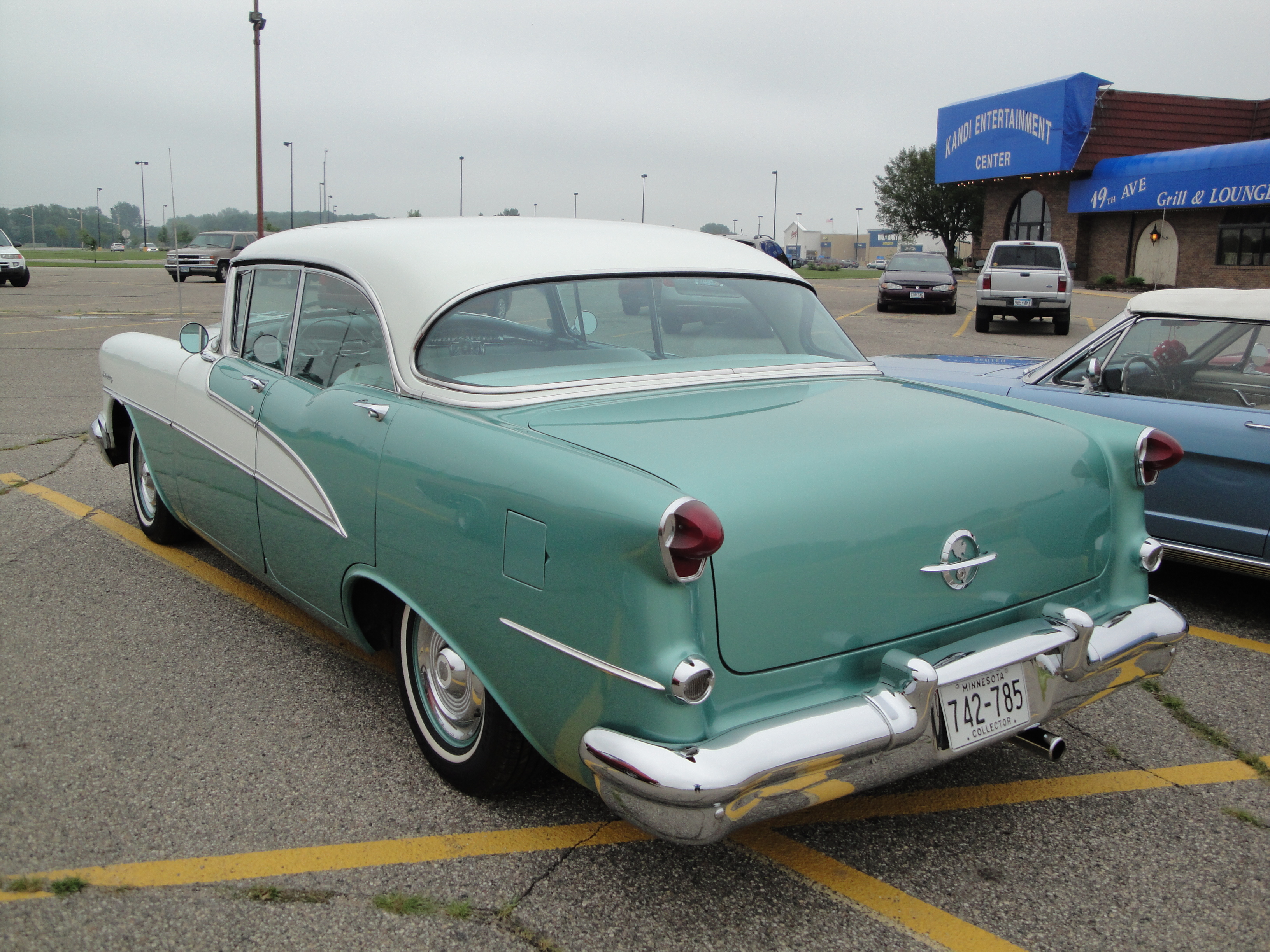
Oldsmobile 88 II - tył

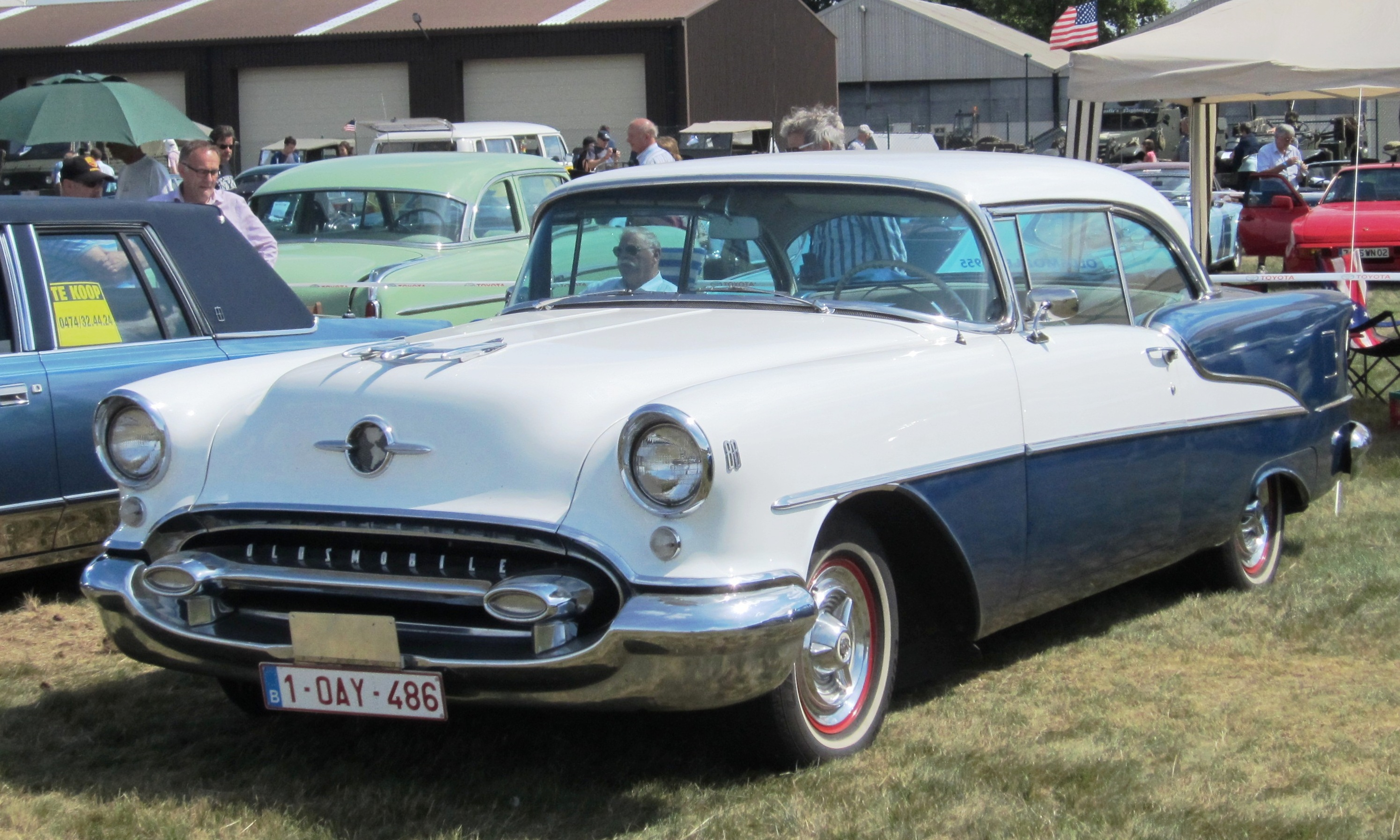
Oldsmobile Super 88 II

Oldsmobile 88 II został zaprezentowany po raz pierwszy w 1954 roku.
Druga generacja linii modelowej 88 przeszła ewolucyjny zakres zmian w stosunku do poprzednika, zyskując łagodniej zarysowane proporcje nadwozia, szerzej rozstawione reflektory i masywniejszą maskę, którą spójniej wkomponowano w linię nadwozia.
Charakterystycznym elementem stał się duży wlot powietrza w przednim zderzaku z chromowaną obwódką. Nadwozie pojazdu zyskało z koeli na wymiarach zarówno pod kątem długości, jak i rozstawu osi.

### Wersje specjalne
Gama specjalnych wariantów Oldsmobile 88 drugiej generacji została tym razem skompletowana przez topową odmianę Super 88. Charakteryzowała się ona bogatszym wyposażeniem.

### Silnik
- V8 5.3l Rocket

## Trzecia generacja

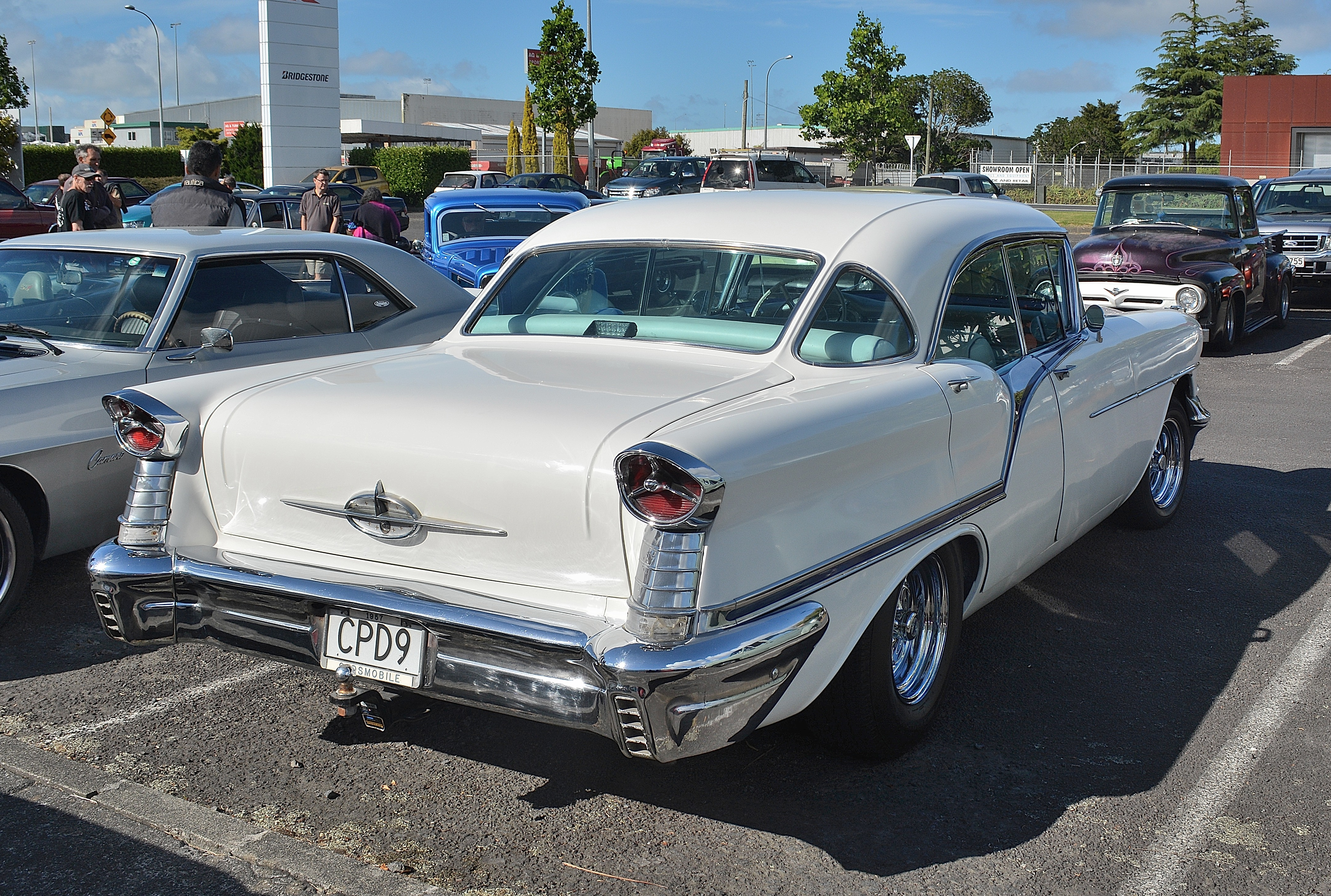
Oldsmobile 88 III - tył

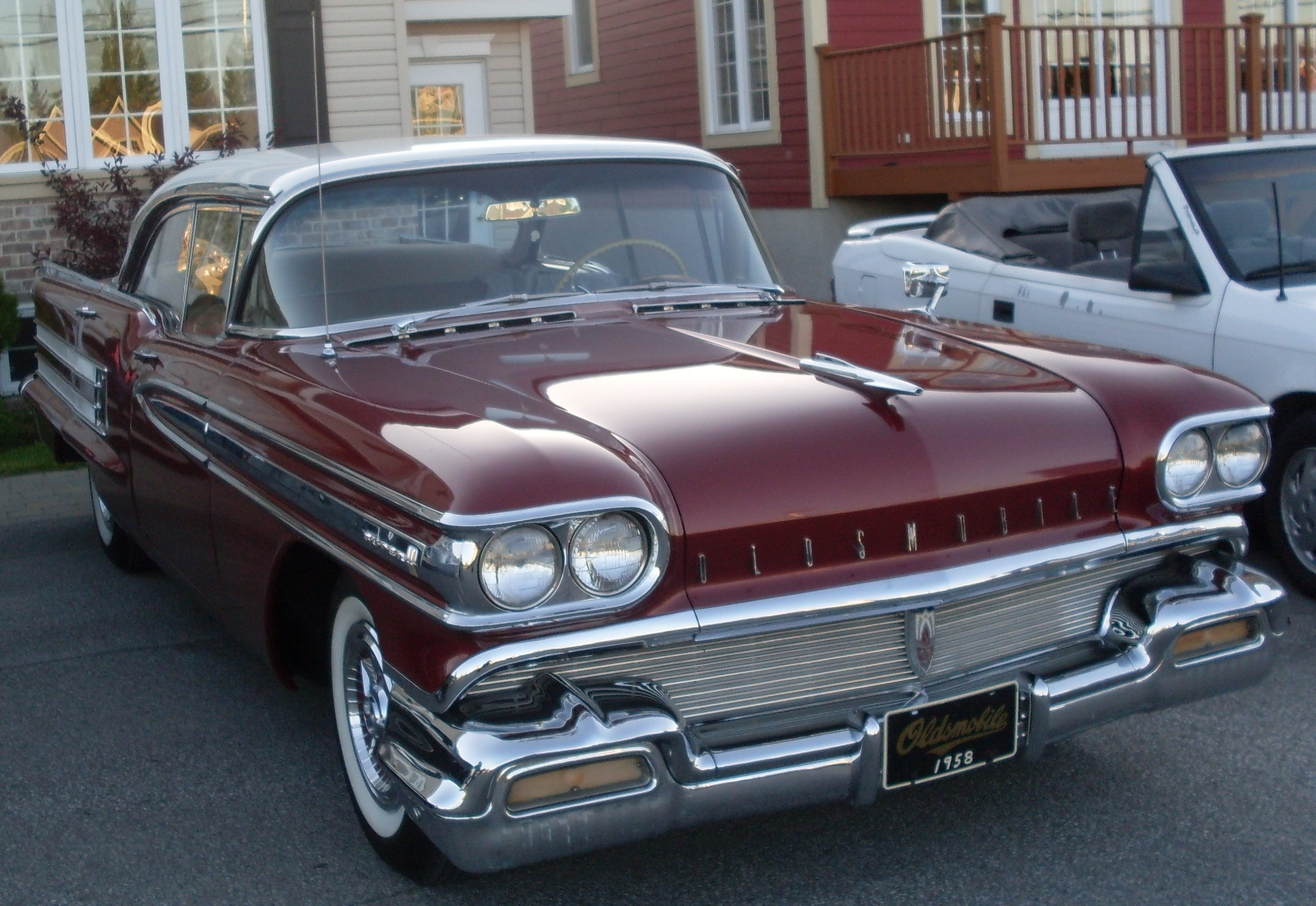
Oldsmobile Super 88 III po liftingu

Oldsmobile 88 III został zaprezentowany po raz pierwszy w 1957 roku.
Trzecia generacja linii modelowej 88 została ponownie oparta na zmodernizowanej platformie B-body, wykorzystywanej też przez koncern General Motors do budowy pokrewnych modeli firm Buick i Pontiac. W pierwszych latach produkcji, pod kątem wizualnym samochóc przeszedł kolejne ewolucyjne zmiany wizualne, z ostro zarysowanymi obudowami kloszy i większą liczbą chromowanych ozdobników.

### Lifting
W 1958 roku Oldsmobile przeprowadziło obszerną modernizację linii modelowej 88, zmieniając w największym stopniu wygląd pasa przedniego. Pojawiła się wyżej poprowadzona linia maski, z podwójnymi reflektorami i dużą, szeroką atrapą chłodnicy.

### Wersje specjalne
W przeciwieństwie do poprzednika, gama specjalnych wariantów trzeciej generacji Oldsmobile 88 została znacznie poszerzona. Tym razem składała się ona z odmian Super 88, a także nowych – Dynamic 88 oraz Golden Rocket 88.

### Silnik
- V8 6.1l Rocket

## Czwarta generacja

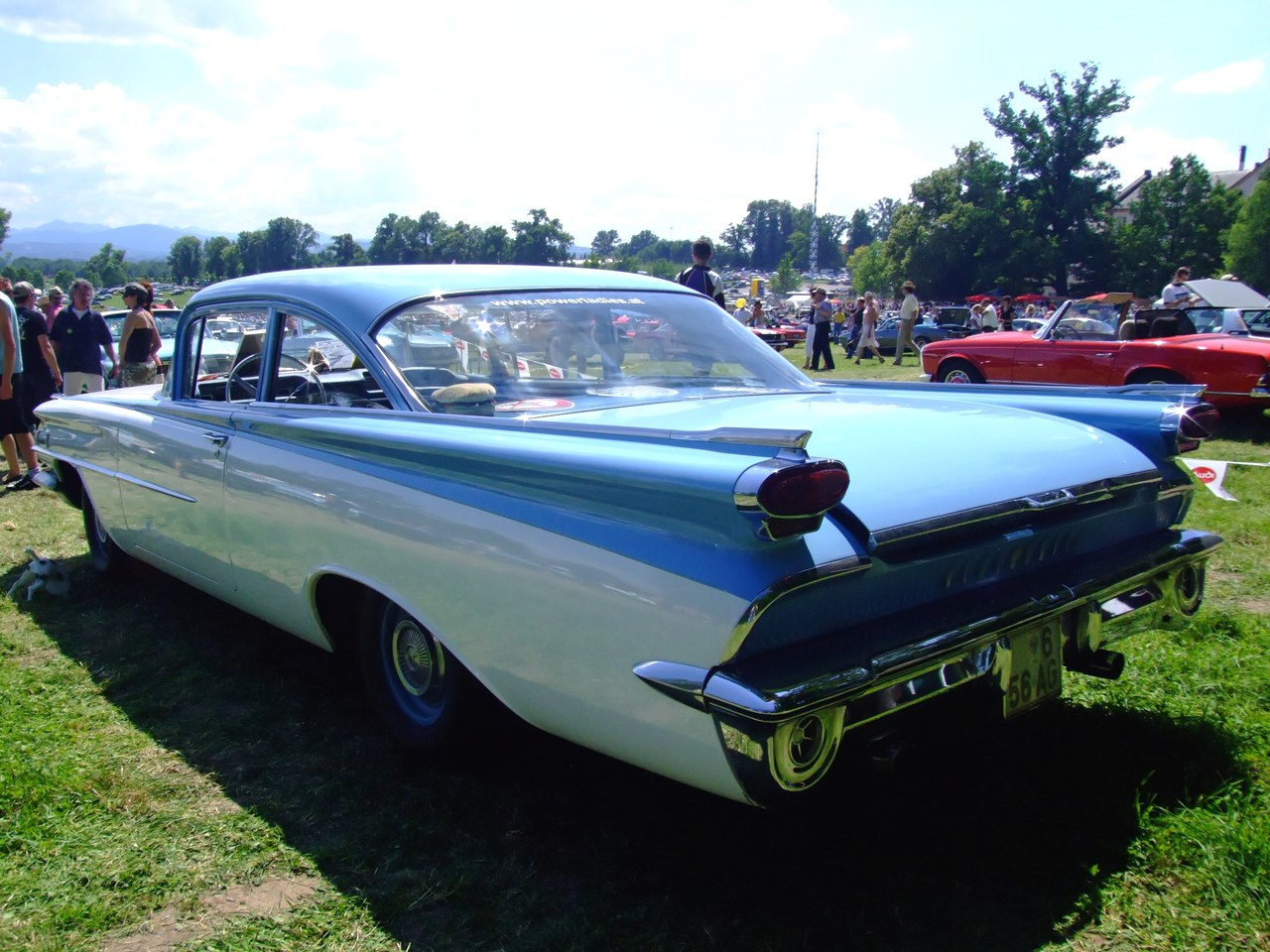
Oldsmobile 88 IV - tył

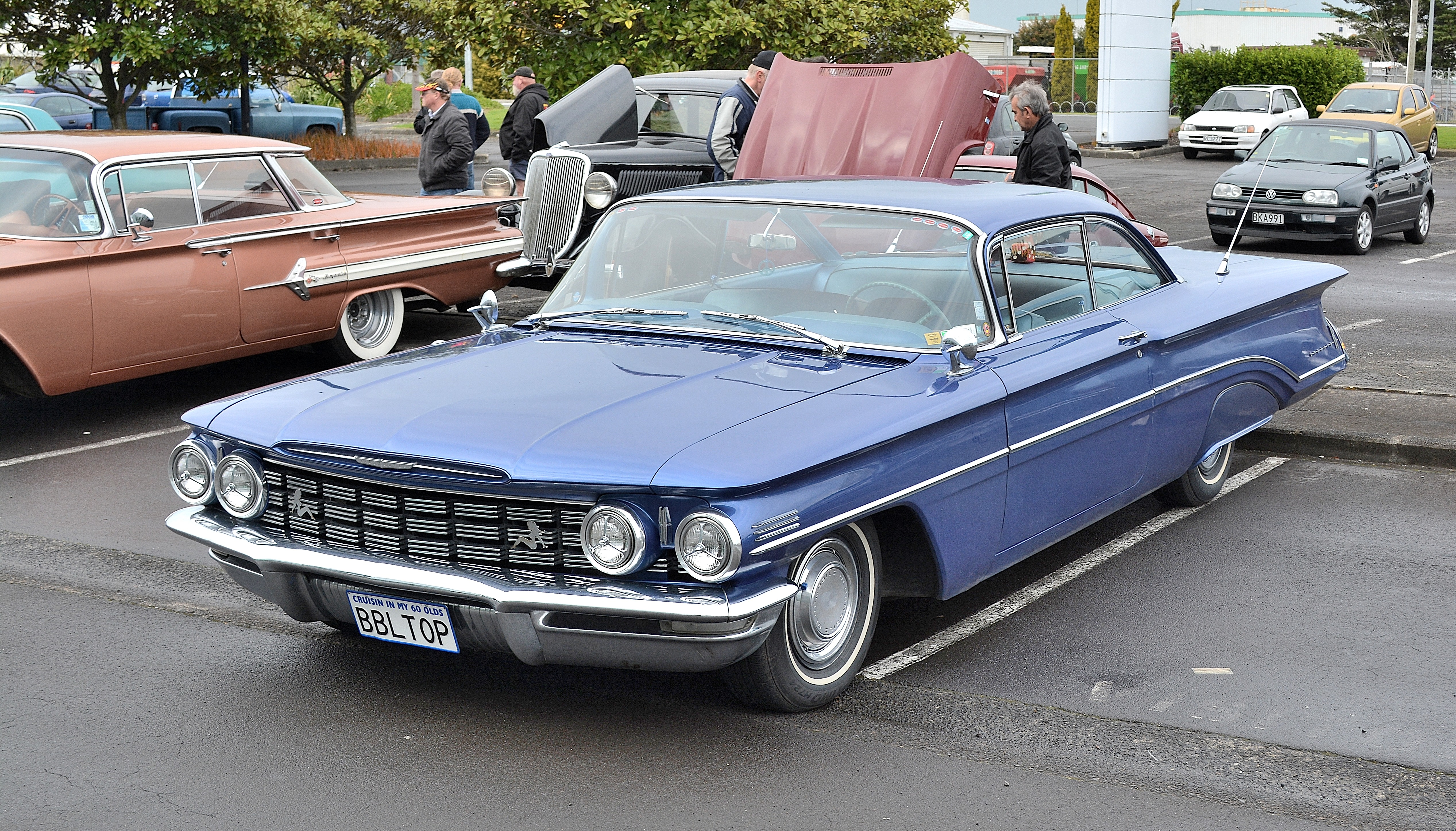
Oldsmobile Dynamic 88 II po liftingu

Oldsmobile 88 IV został zaprezentowany po raz pierwszy w 1959 roku.
Czwarta generacja Oldsmobile 88 powstała w ramach znacznie zmodyfikowanej koncepcji, wzorem równolegle prezentowanego większego modelu 98 otrzymując strzeliste przednie nadkola, podwójne okrągłe reflektory, a także skrzydlate nadkola tylne. Na ich krawędziach umieszczone zostały jednokloszowe lampy.

### Lifting
W 1960 roku Oldsmobile 88 czwartej generacji przeszło obszerną modernizację, która przyniosła znacznie zmiany w wyglądzie przedniej i tylnej części nadwozia. Pojawiła się większa, chromowana atrapa chłodnicy, a także łagodniej zarysowane tylne nadkola.

### Wersje specjalne
Podobnie jak w przypadku poprzednika, gama wariantów specjalnych Oldsmobile 88 składała się z 3 dodatkowych wersji – Super 88, Dynamic 88 oraz Rocket 88. Różniły się one poziomem wyposażenia i detalami w wyglądzie zewnętrznym.

### Silniki
- V8 6.1l Rocket
- V8 6.5l Rocket

## Piąta generacja

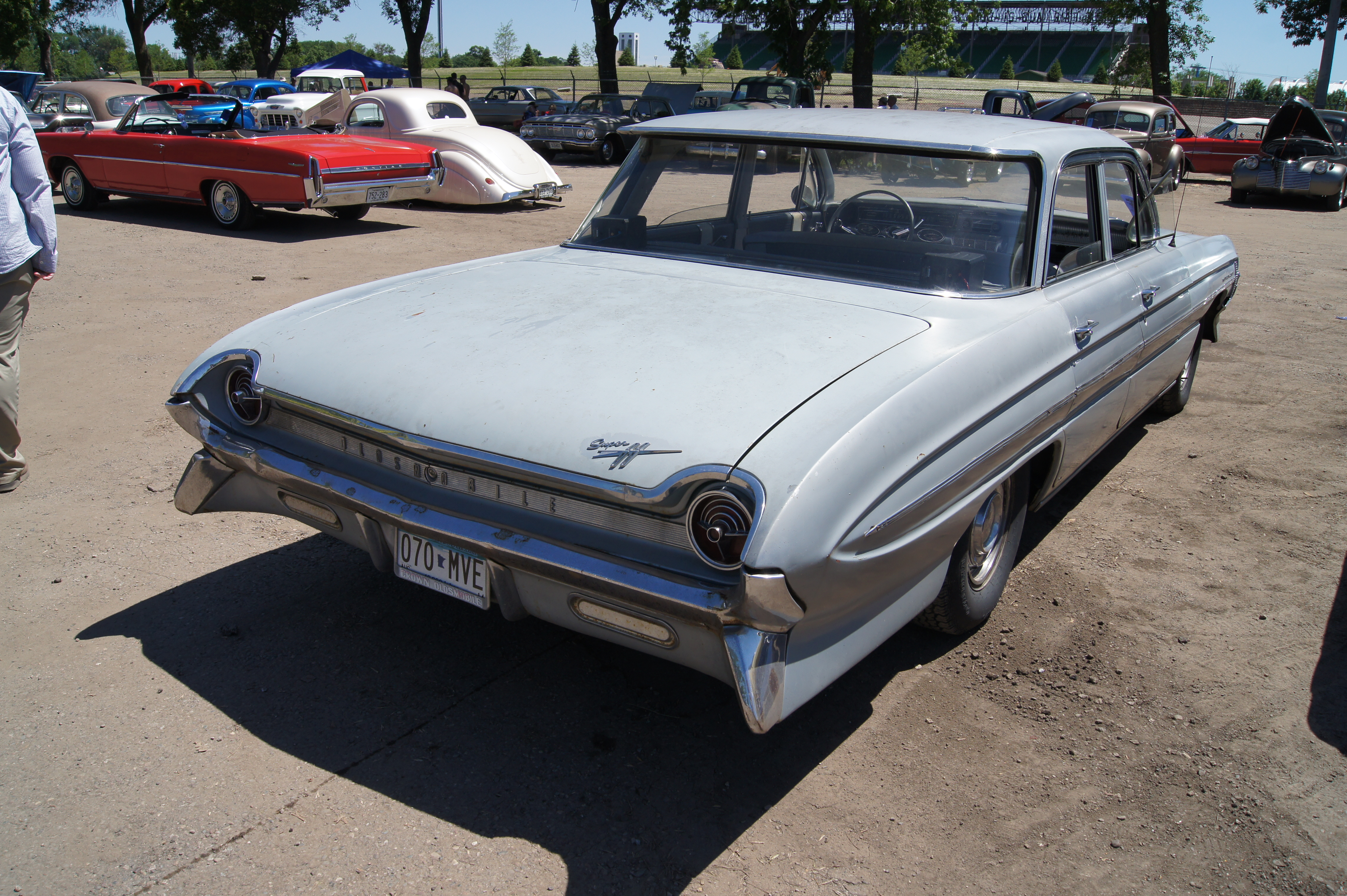
Oldsmobile 88 V - tył

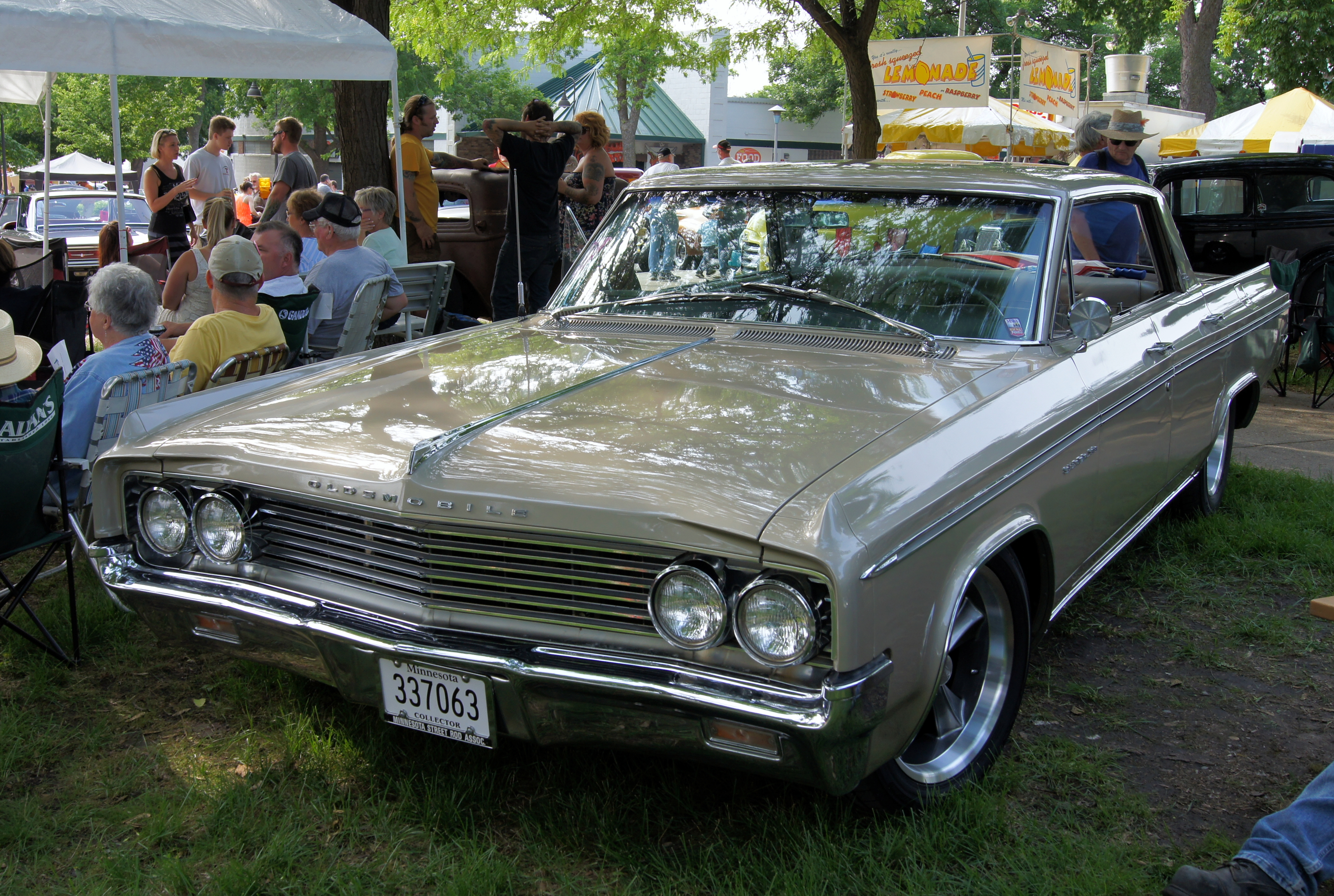
Oldsmobile Super 88 V po liftingu

Oldsmobile 88 V został zaprezentowany po raz pierwszy w 1961 roku.
Piąta generacja Oldsmobile 88 przeszła obszerne modyfikacje zarówno pod kątem wyglądu i kształtu nadwozia, jak i wymiarów zewnętrznych. Samochód stał się nieznacznie mniejszy, a także zyskał bardziej zwarte kształty z jednolicie poprowadzonymi liniami nadkoli i dużą, chromowaną atrapą chłodnicy.

### Lifting
W 1963 roku Oldsmobile 88 piątej generacji przeszło obszerną modyfikację nadwozia. Zmienił się zarówno wygląd pasa tylnego, jak i kształt tylnych błotników oraz lamp.

### Wersje specjalne
Gama wersji specjalnych piątej generacji Oldsmobile 88 ponownie składała się z wariantów Super 88 oraz Dynamic 88. Ponadto, pojawił się też nowy – Jetstar 88 o sportowym charakterze.

### Silniki
- V8 5.4l Jetfire Rocket
- V8 6.5l Sky Rocket

## Szósta generacja

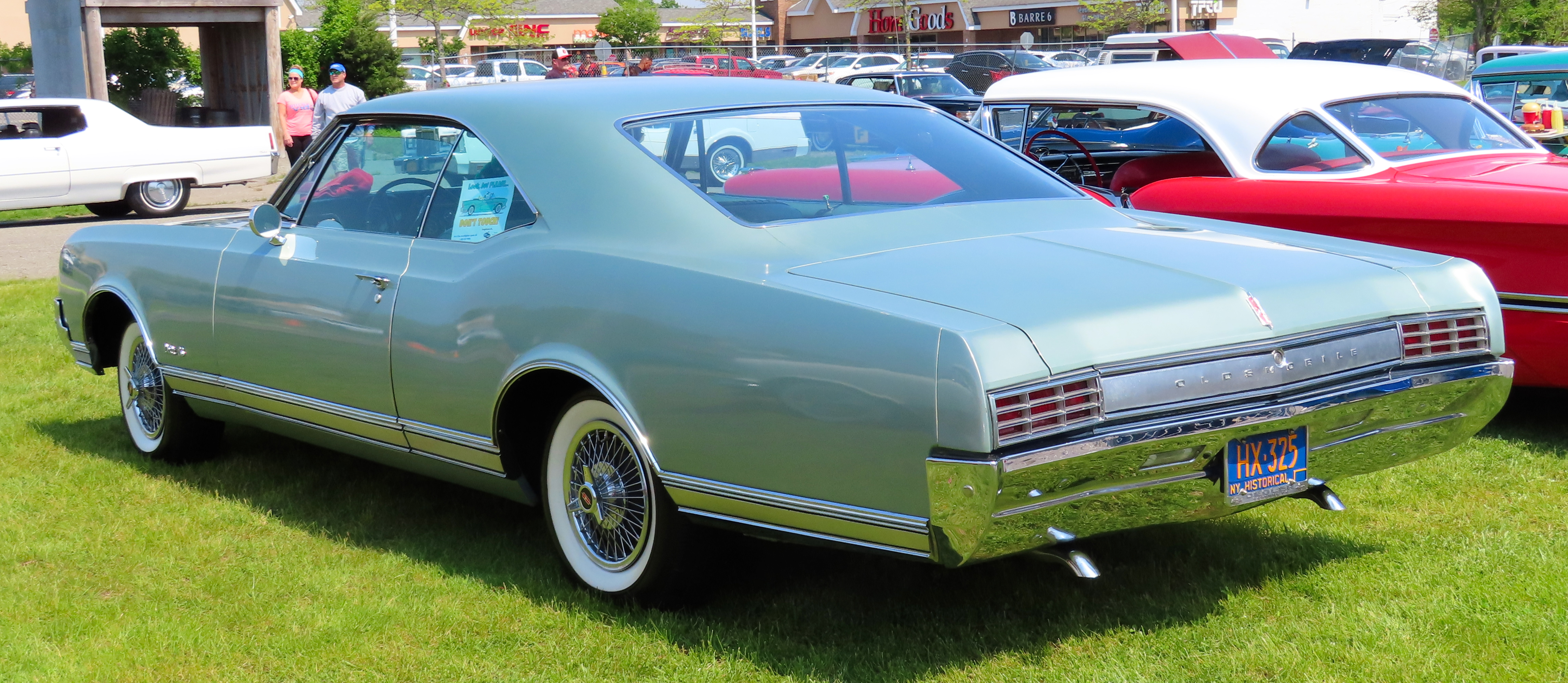
Oldsmobile 88 VI - tył

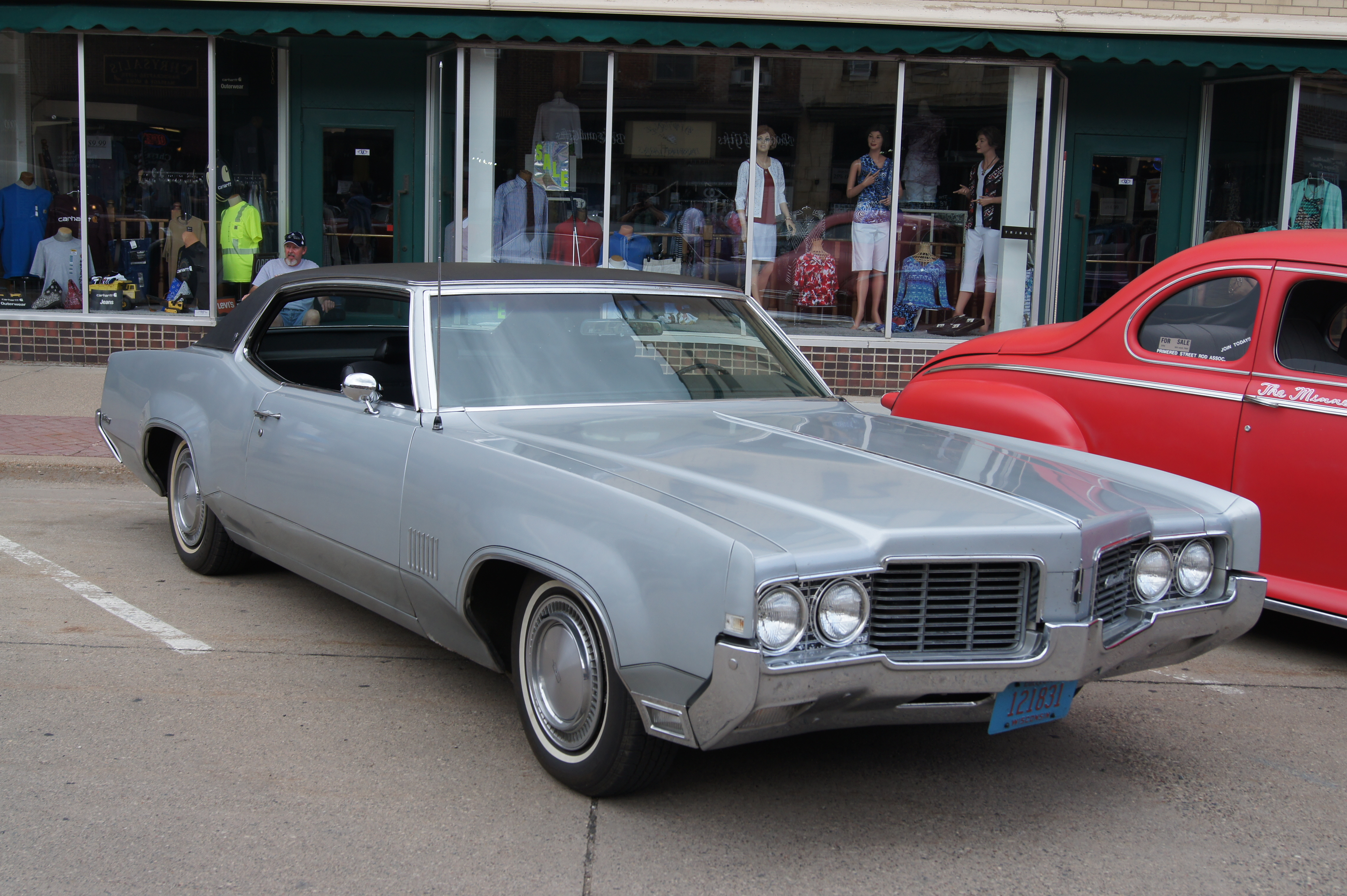
Oldsmobile Delta 88 I po liftingu

Oldsmobile 88 VI został zaprezentowany po raz pierwszy w 1965 roku.
Szósta generacja Oldsmobile 88 przyniosła kolejne zmiany pod kątem stylistyki zewnętrznej, jak i wystroju kabiny pasażerskiej. Zgodnie z nurtem stylistycznym obecnym w połowie lat 60. XX wieku wśród modeli Oldsmobile, nadwozie zyskało bardziej zaokrąglone błotniki, a także przetłoczenia na masce i inaczej zarysowane proporcje karoserii.

### Lifting
1968 rok przyniósł obszerny zakres zmian w nadwoziu Oldsmobile 88 szóstej generacji. Pojawiła się nowa, dwuczęściowa atrapa chłodnicy, a także inaczej rozstawione reflektory i inny wygląd pasa tylnego.

### Wersje specjalne
Po raz pierwszy i zarazem ostatni gama wersji specjalnych Oldsmobile 88 szóstej generacji składała się z pięciu wersji specjalnych. Poza dotychczasowymi Dynamic 88 i Jetstar 88, pojawiły się też nowe – Delta 88 oraz Delmont 88 charakteryzujące się bogatszym wyposażeniem.

### Silniki
- V8 5.4l Jetfire Rocket
- V8 5.7l Rocket 350
- V8 7.0l Super Rocket
- V8 7.5l Rocket 455

## Siódma generacja

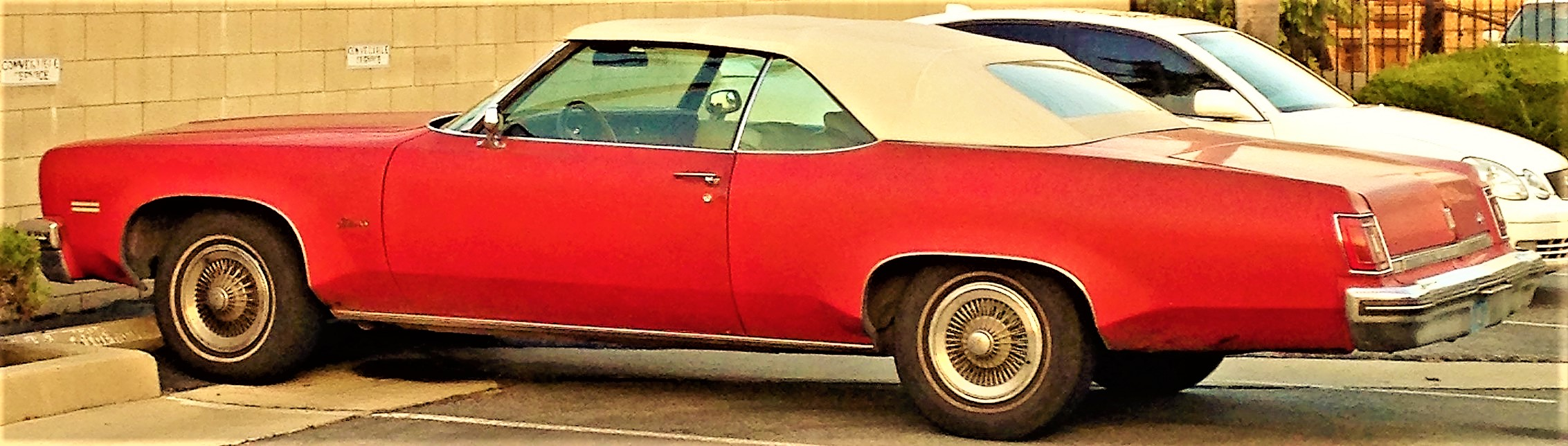
Oldsmobile 88 VII - tył

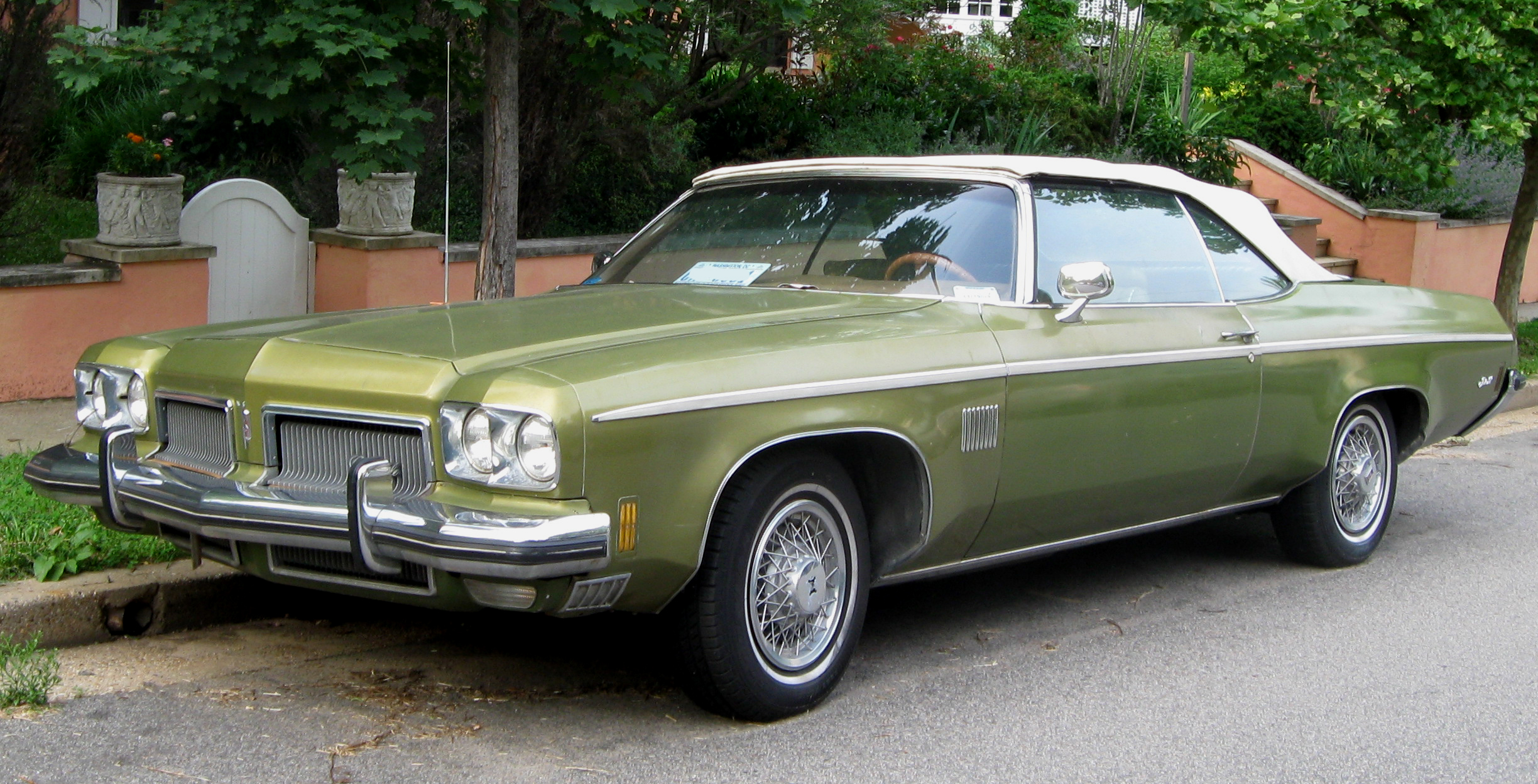
Oldsmobile Delta 88 II po liftingu

Oldsmobile 88 VII został zaprezentowany po raz pierwszy w 1971 roku.
Podobnie do pokrewnego modelu Custom Cruiser, także i siódma generacja linii modelowej 88 przeszła obszerny zakres modyfikacji zyskując znacznie masywniejszą karoserię z oszczędniej stonowanymi ozdobnikami i największe wymiary zewnętrzne w historii tej linii modelowej.
Pas przedni zdobiły wysunięte błotniki z umieszczonymi na nich podwójnymi reflektorami, z kolei atrapa chłodnicy ponownie składała się z dwóch wlotów powietrza z logo producenta między nimi.

### Lifting
W 1973 roku Oldsmobile 88 siódmej generacji przeszło restylizację, która przyniosła zmiany w wyglądzie pasa przedniego. Atrapa chdłodnicy stała się mniejsza i niżej osadzona.

### Wersje specjalne
Pierwszy raz od czasu drugiej generacji z pierwszej połowy lat 50. XX wieku, gama wersji specjalnych Oldsmobile 88 została poszerzona jedynie o jedną, luksusową odmianę Delta 88. Charakteryzowała się na, poza bogatszym wyposażeniem, liczniejszymi chromowanymi ozdobnikami.

### Silniki
- V8 5.7l Rocket
- V8 7.5l Rocket

## Ósma generacja

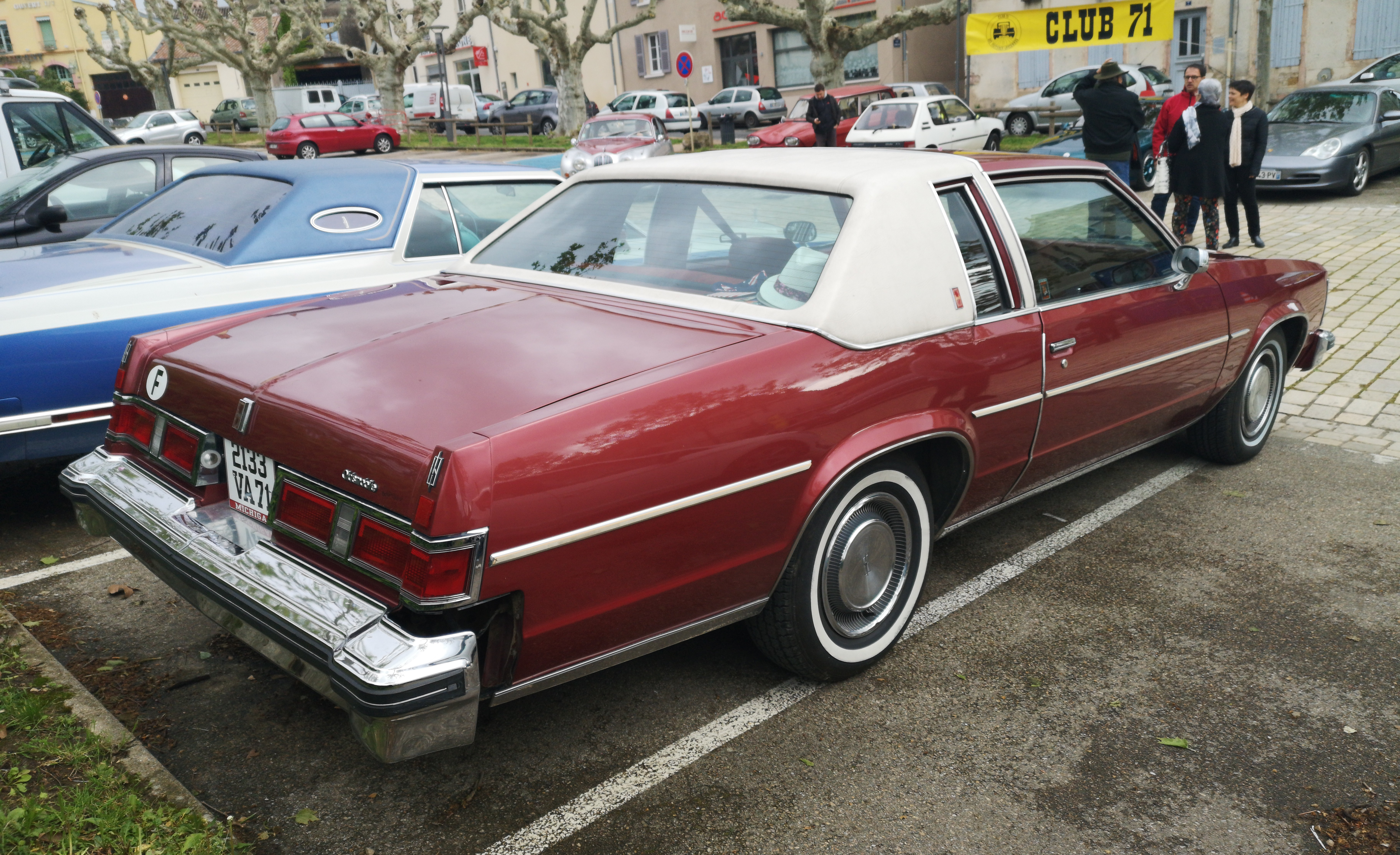
Oldsmobile 88 VIII - tył

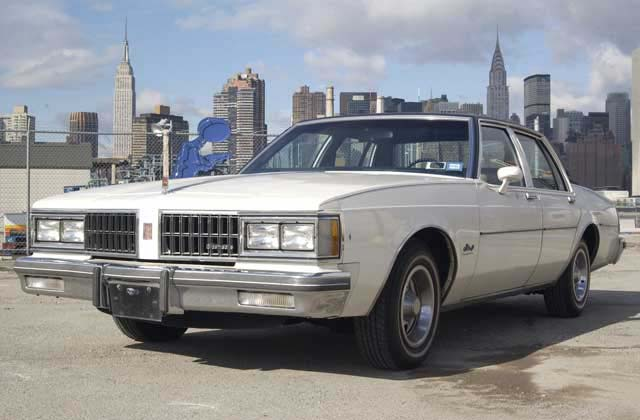
Oldsmobile Delta 88 VIII po liftingu

Oldsmobile 88 VIII został zaprezentowany po raz pierwszy w 1977 roku.
Ósma generacja linii modelowej 88 po raz ostatni została oparta na platformie General Motors B-body, powstając według zupełnie nowej koncepcji w stosunku do poprzednika. Nadwozie zyskało kanciastą formę, wzbogaconą licznymi prostymi formami i charakerystyczną, dużą chromowaną atrapę chłodnicy z motywem kraty. Chromowane ozdobniki zdobiły tym razem głównie kontury szyb.

### Lifting
W 1980 roku Oldsmobile 88 ósmej generacji przeszło obszerną modernizację, która przyniosła zmianę kształtu reflektorów i węższe oraz jednoczęściowe, a także inny wygląd atrapy chłodnicy.

### Wersje specjalne
Podobnie jak w przypadku poprzednika, gama wersji specjalnych Oldsmobile 88 składała się wyłącznie z droższego i bardziej luksusowego wariantu Delta 88. Otrzymała ona bogatsze wyposażenie standardowe i więcej chromowanych akcentów w wyglądzie zewnętrznym.

### Silniki
- V6 3.8l Buick
- V8 4.3l LV8
- V8 5.0l LV2
- V8 5.7l L34
- V8 5.7l LM1
- V8 5.7l LF9
- V8 6.6l Olds

## Dziewiąta generacja

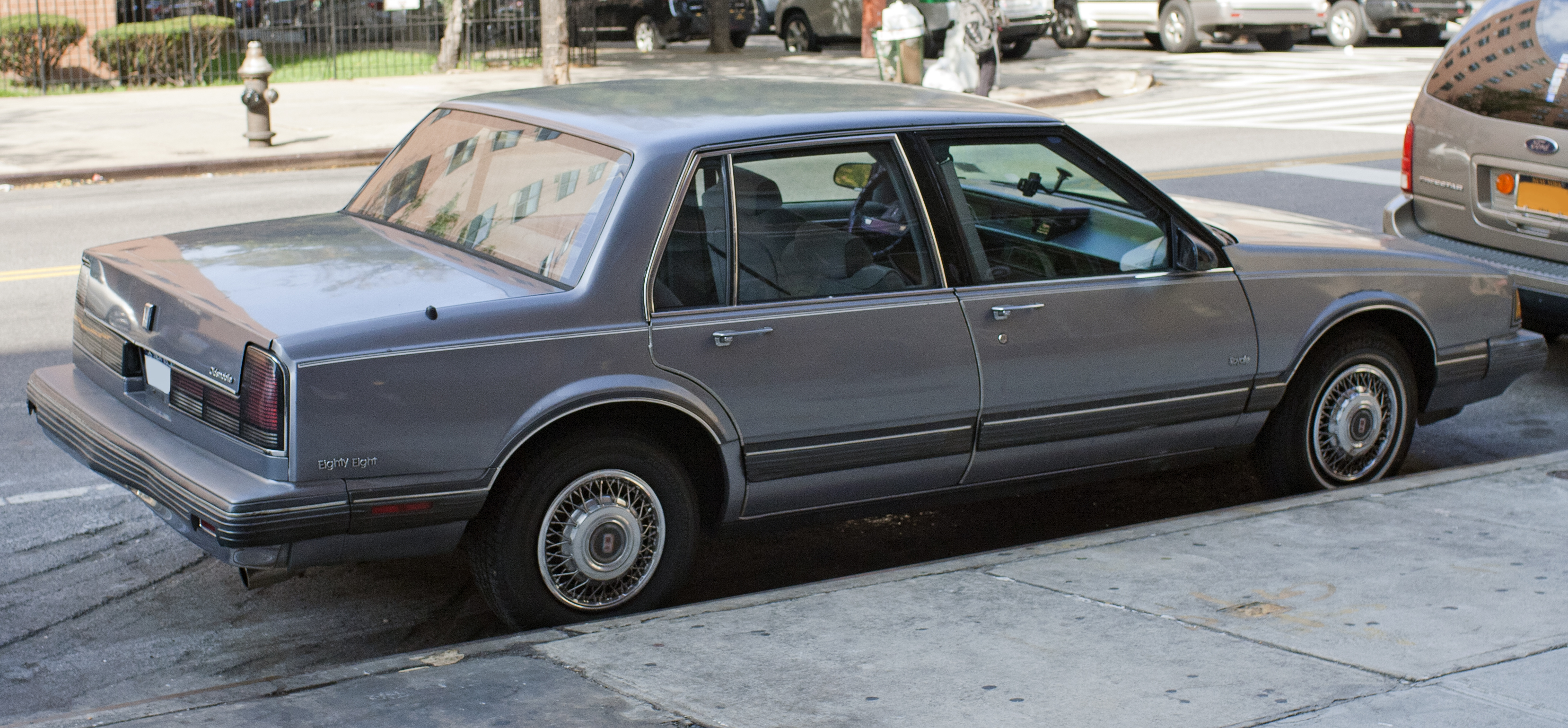
Oldsmobile 88 IX - tył

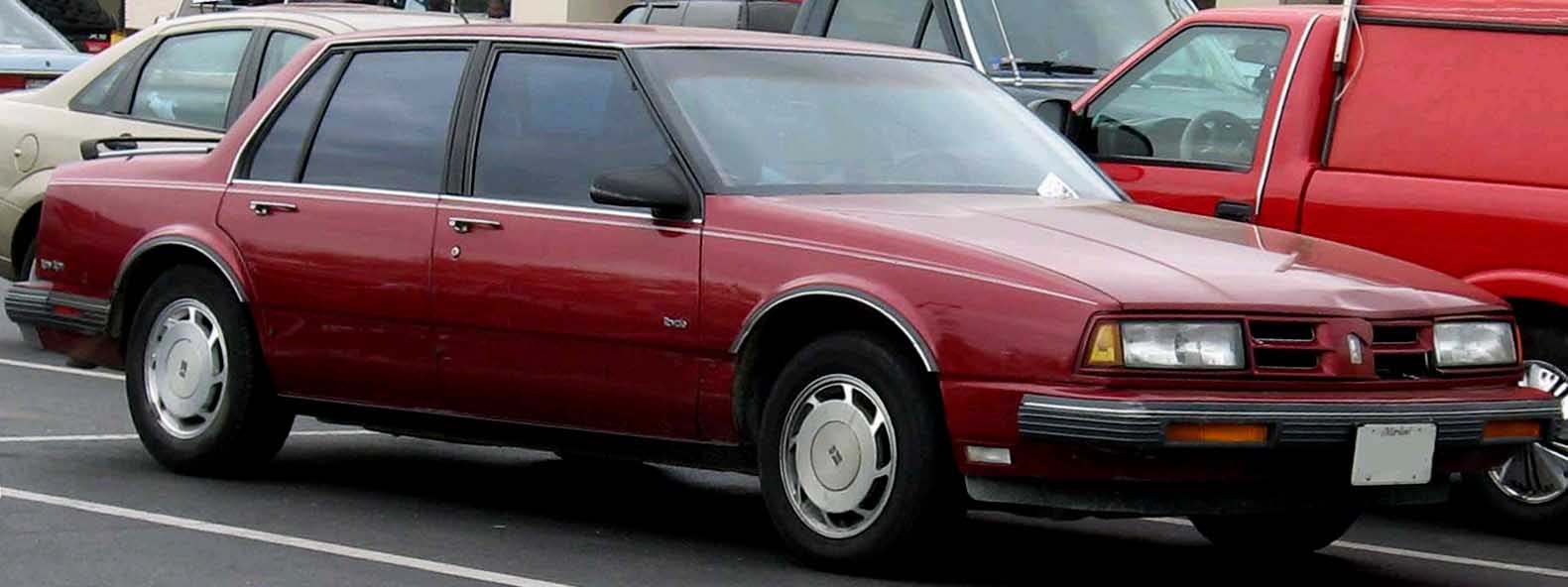
Oldsmobile 88 Royale

Oldsmobile 88 IX został zaprezentowany po raz pierwszy w 1986 roku.
Po raz pierwszy od momentu premiery w 1949 roku, Oldsmobile opracowując dziewiątą generację modelu 88 wraz z Buickiem i Pontiakiem wykorzystało zupełnie nową platformę koncernu General Motors – H-body. Przyniosła ona mniejsze wymiary zewnętrzne, na czele ze znacznie krótszą karoserią.
Nadwozie zyskało równie kanciaste kształty co poprzednik, zyskując jednakże nieliczne zaokrąglenia jak np. w przypadku przednich błotników. Gama wersji nadwoziowych po raz ostatni została poszerzona przez wariant coupé.

### Wersje specjalne
Gama wersji specjalnych dziewiątej generacji Oldsmobile 88 została zbudowana z dwóch, topowych wariantów Delta 88 oraz 88 Royale odróżniających się bogatszym wyposażeniem.

### Silniki
- V6 3.8l LG3
- V6 3.8l LN3

## Dziesiąta generacja

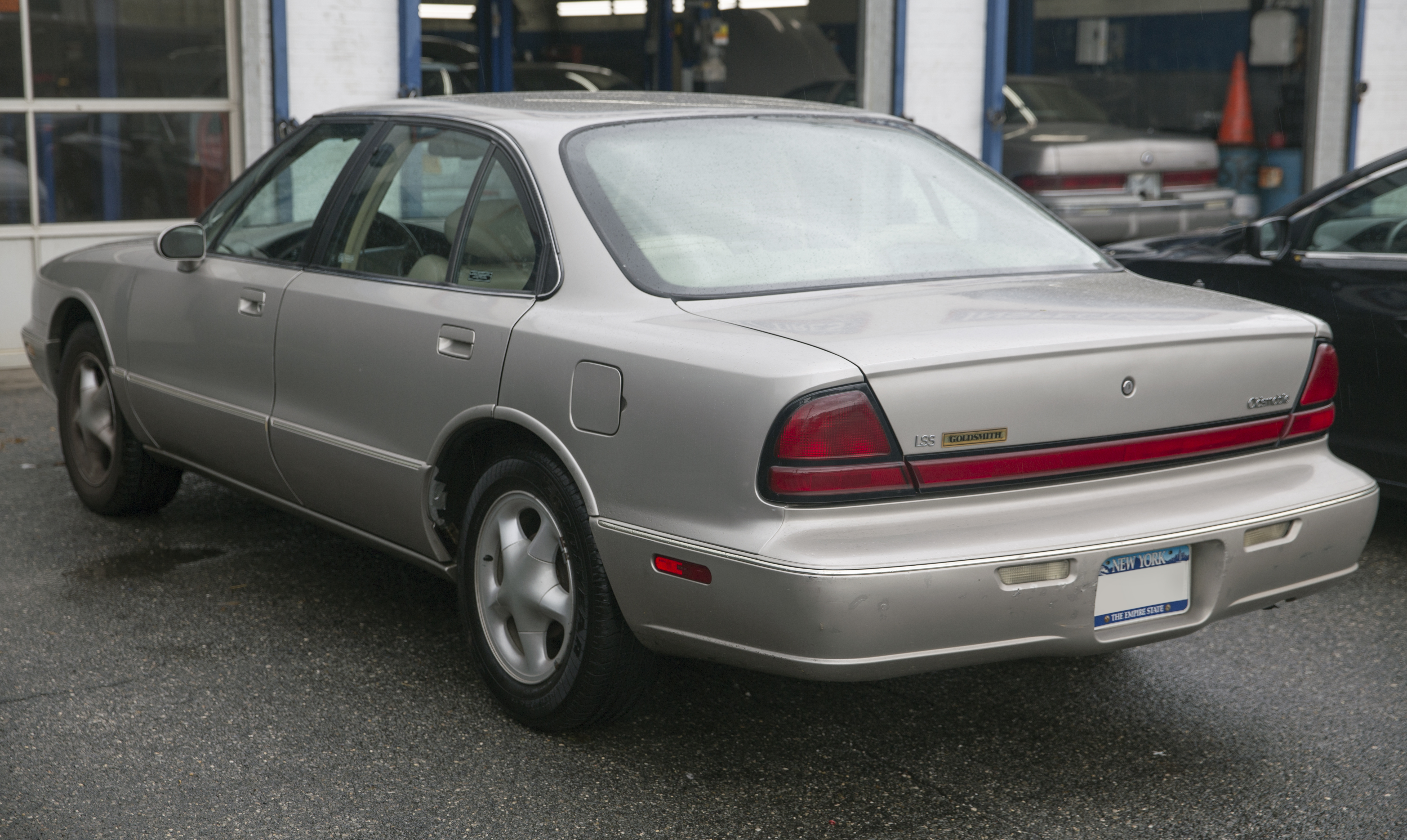
Oldsmobile 88 X - tył

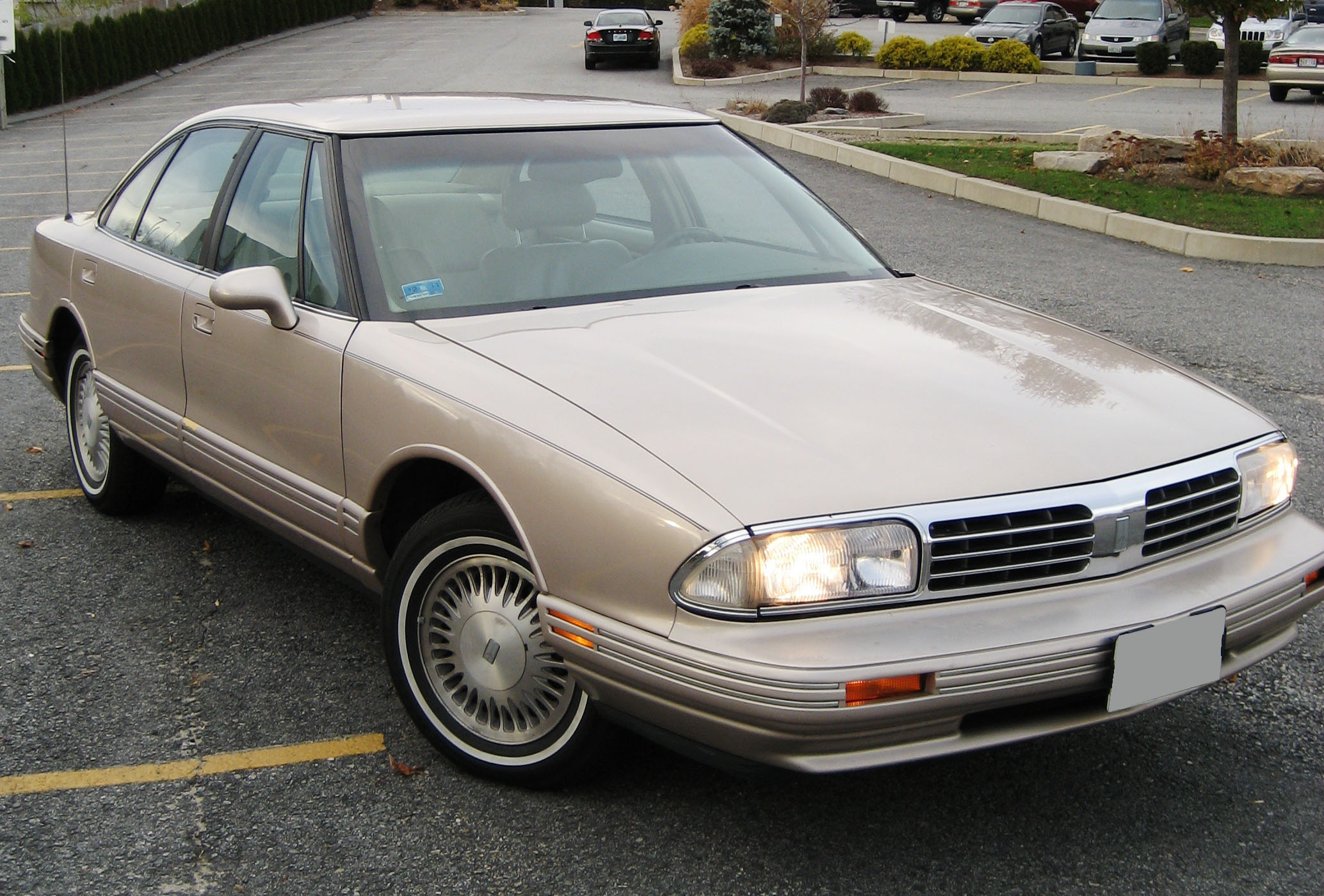
Oldsmobile Regency

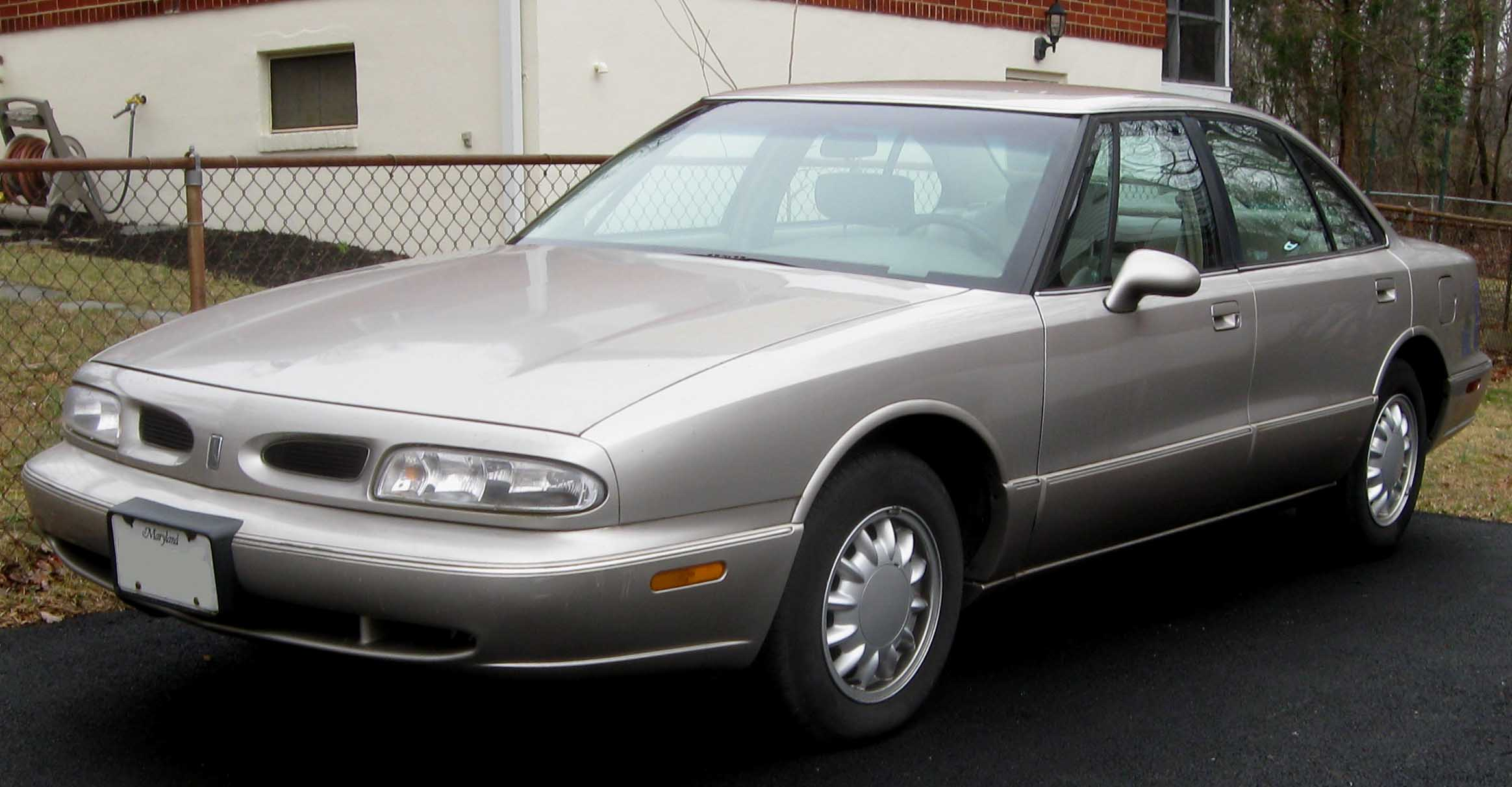
Oldsmobile 88 X po liftingu

Oldsmobile 88 X został zaprezentowany po raz pierwszy w 1991 roku.
Dziesiąta i zarazem ostatnia generacja Oldsmobile 88 powstała ponownie w ścisłej współpracy z markami Buick oraz Pontiac, opierając bliźniacze konstrukcje na platformie 'H-body. Samochód zyskał charakterystyczne, smukłe proporcje z licznymi zaokrągleniami i podwójną, dzieloną szybą w pierwszym rzędzie drzwi. Nadwozie wyróżniała podłużna maska i stosunkowo krótki tył.

### Lifting
W 1995 roku Oldsmobile 88 dziesiątej generacji przeszło obszerną modernizację, w ramach której zmienił się zarówno przedniej, jak i tylnej części nadwozia. Najobszerniejsze modyfikacje przeprowadzono z przodu, gdzie pojawiły się mniejsze, owalne reflektory i inna atrapa chłodnicy.

### Wersje specjalne
Gama wersji specjalnych ostatniej generacji Oldsmobile 88 składała się z nowych, dwóch luksusowych wariacji. Funkcję pośredniej pełniła odmiana LSS, z kolei najdroższą odmianą z najbogatszym wyposażeniem była Regency.

### Koniec produkcji i następca
Produkcja Oldsmobile 88 po 50 latach rynkowej obecności zakończyła się w 27 stycznia 1999 roku. Jedynym pełnowymiarowym i topowym modelem w ofercie była od tego czasu druga generacja limuzyny Aurora.

### Silniki
- V6 3.8l L27
- V6 3.8l L36
- V6 3.8l L67